# George Halas
George Stanley Halas Sr. (Chicago, Illinois, Estados Unidos; 2 de febrero de 1895 - Ibidem; 31 de octubre de 1983) fue un jugador, entrenador y ejecutivo de fútbol americano. Fue dueño de los Chicago Bears desde 1921 hasta su fallecimiento en 1983.
Halas es una de las personalidades más influyentes de la historia del fútbol americano. Fue uno de los fundadores de la American Professional Football Association, liga hoy conocida como NFL, y en 1963 fue introducido como uno de los miembros de la clase inaugural del Salón de la Fama del Fútbol Americano Profesional. El trofeo de campeón de la Conferencia Nacional de la NFL lleva el nombre de Trofeo George Halas en su honor.

## Biografía
George Halas nació en Chicago, Illinois en una familia de inmigrantes checos, tuvo una carrera deportiva muy variada. En 1915, Halas trabajó de manera temporal para la compañía Western Electric. Después de graduarse de la escuela Crane High School en Chicago, asistió a la Universidad de Illinois, jugando fútbol americano para el entrenador Bob Zuppke; también practicó béisbol y baloncesto, para finalmente graduarse en Ingeniería Civil. En 1918 ayudó a Illinois a ganar el título de fútbol americano del Big Ten.
Sirviendo como alférez en la Armada de los Estados Unidos durante la Primera Guerra Mundial, jugó para el equipo en la Great Lakes Naval Training Station, y logró ser nombrado como el MVP del Rose Bowl en 1919. En un equipo que incluía a Paddy Driscoll y Jimmy Conzelman, Halas anotó dos touchdowns y regresó un pase interceptado para anotación de 77 yardas en la victoria por 17-0, sin lograr anotar en este último.
Después, Halas jugó en el béisbol de ligas menores y semi-profesional, eventualmente ganándose una promoción para el equipo de los New York Yankees, donde jugó en 12 partidos como jardinero en 1919. Sin embargo, una lesión en la cadera terminó con su carrera en el béisbol.

## Carrera en el fútbol americano profesional
Trabajando para una compañía llamada A. E. Staley Company, una fábrica de fécula de Decatur, como representante de la misma, jugador en el equipo de béisbol patrocinado por la misma compañía, y jugador-entrenador en el equipo de fútbol americano patrocinado por esa compañía, Halas seleccionó los colores de su alma mater (naranja y azul oscuro) para los uniformes de esos equipos. En 1920, Halas representó a los Staleys en la reunión en la cual se formó la American Professional Football Association (que se convertiría en la NFL en 1922) en Canton, Ohio. 
Después de sufrir pérdidas financieras a pesar de terminar con una marca de 10-1-2, el fundador de la compañía, Augustus E. Staley, cedió el control del equipo a Halas en 1921. Halas mudó al equipo a Chicago y tomó a su compañero de equipo Dutch Sternaman como socio. Los Chicago Staleys ganaron el campeonato de la NFL en ese año. Tomaron el nombre de Bears en 1922 como tributo al equipo de béisbol Chicago Cubs, quienes les permitieron usar el Wrigley Field como campo local, el cual compartirían por casi 50 años (de 1921 a 1970).
Halas no solo jugó como end (wide receiver en la ofensiva, defensive end en la defensiva) sino que también estuvo en la taquilla vendiendo boletos y manejando el equipo como negocio. Como si fuera poco, Halas también era el entrenador en jefe. Su mejor jugada fue en 1923, cuando le zafó el balón a Jim Thorpe, recuperó el fumble, y lo regresó 98 yardas (un récord de la liga que permanecería hasta 1972). En 1925, Halas persuadió a la estrella de Illinois Red Grange para que se uniera a los Bears; fue un paso significante en el establecimiento tanto de la respetabilidad como de la popularidad de la liga, la cual había sido vista anteriormente como un refugio de jugadores de menor calibre.
Después de diez temporadas, Halas se retiró de los Bears en 1930, retirándose tanto como jugador como de la posición de entrenador; pero permaneció como dueño del club, convirtiéndose en el único dueño en 1932. Sin embargo, Halas regresó en 1933 como entrenador por otros diez años. Durante su ausencia como entrenador, el equipo ganó el campeonato de 1932. En 1934 terminaron invictos hasta que perdieron el partido de campeonato contra los New York Giants.
A finales de los años 1930, Halas (con el entrenador de la Universidad de Chicago, Clark Shaughnessy) perfeccionó el sistema de la formación T para crear un revolucionario y pasmoso estilo de juego, con el que lograron aplastar por marcador de 73-0 a los Washington Redskins en el juego de campeonato de la NFL en 1940. Todos los otros equipos en la liga trataron inmediatamente de imitar ese formato. Los Bears repitieron como campeones de la NFL en 1941, y los años de 1940 serían recordados como la era de los "Monstruos del Midway."
Halas y Shaughnessy habían creado un concepto revolucionario con el sistema ofensivo de la formación T. Los complejos giros, fintas, y la versatilidad atlética requerida para ejecutarla, limitaron a los posibles jugadores disponibles. Halas reclutó al quarterback de la Universidad de Columbia Sid Luckman en 1939. Luckman comenzó su carrera (la cual lo llevaría al Salón de la Fama), jugando en esa posición de 1939 a 1950. Halas nunca estuvo satisfecho con otros jugadores que vinieron después de Luckman. Durante esta etapa como entrenador, tuvo en su plantel a dos futuros miembros del Salón de la Fama, a Bobby Layne en 1948 y a George Blanda de 1949 a 1958. Otros jugadores notables fueron el ganador del Heisman Johnny Lujack de 1948 a 1951 y Zeke Bratkowski de 1954 a 1960. Blanda jugó en la NFL hasta 1975; Bratkowski se fue a los Green Bay Packers de Vince Lombardi, jugando ahí de 1960 a 1971; y Bobby Layne después fue quarterback de los Detroit Lions en tres juegos de campeonato de la NFL entre 1952 y 1954, ganando dos de ellos.
Halas tuvo otra interrupción de tres años en sus funciones durante la Segunda Guerra Mundial, sirviendo en las Fuerzas Armadas de 1943 a 1945, mientras los Bears ganaban otro título en 1943. Regresando al campo de juego en 1946, fue entrenador por otra década más, de nuevo ganando otro título en su primer año en su regreso como entrenador. Después de un pequeño receso en 1956 y 1957, de vuelta tomó las riendas del equipo por una década más (la última) de 1958 a 1967, ganando su último campeonato en 1963. Sin embargo ya no gozó del éxito que tuvo antes de la guerra. Ganó su partido número 200 en 1950 y su partido 300 en 1965, convirtiéndose en el primer entrenador en alcanzar ambos hitos. En 40 años como entrenador, solo tuvo seis temporadas con marca perdedora.

## Después del retiro
Después de la temporada de 1967, Halas (entonces el dueño de más edad en la historia de la liga), se retiró como entrenador. Continuó como el dueño mayoritario de los Bears, y tomó un papel activo en las operaciones del equipo hasta su muerte. Fue honrado en 1970 y 1980 como la única persona relacionada con la liga a lo largo de sus primeros cincuenta y sesenta años de existencia. Su hijo George, Jr. fungió como presidente de los Bears de 1963 hasta su repentina muerte en 1979 a los 54 años de edad. Uno de los últimos actos significativos de Halas como dueño, fue contratar a Mike Ditka como entrenador en jefe en 1982 (Ditka jugó para Halas en los años 60s).
Halas murió de cáncer pancreático en Chicago el 31 de octubre de 1983 a los 88 años de edad. Su hija mayor, Virginia Halas McCaskey, le sucedió como dueña mayoritaria. En la temporada de 1985, cuando Chicago ganó su primer Super Bowl, los integrantes del equipo grabaron una canción llamada "Super Bowl Shuffle." En la misma, el quarterback de reserva Steve Fuller dice "Esto es para Mike (el entonces entrenador Mike Ditka) y Papa Bear Halas."

## Impacto en el fútbol americano
Halas jugó un papel integral en la segregación de la liga en los años de 1930, al negarse a firmar a jugadores negros para los Bears. Fritz Pollard, quien fue el primer entrenador afroamericano en la historia de la liga, culpó a Halas por mantenerlo fuera de la NFL en los años 1930 y los 1940. Halas eventualmente cambió de parecer y ayudó a integrar a los jugadores negros, seleccionando en 1949 al primer jugador negro (desde 1933), George Taliaferro, aunque Taliaferro no jugó con los Bears; Halas después firmó a Willie Thrower, quien se convirtió con los Bears en el primer quarterback negro.

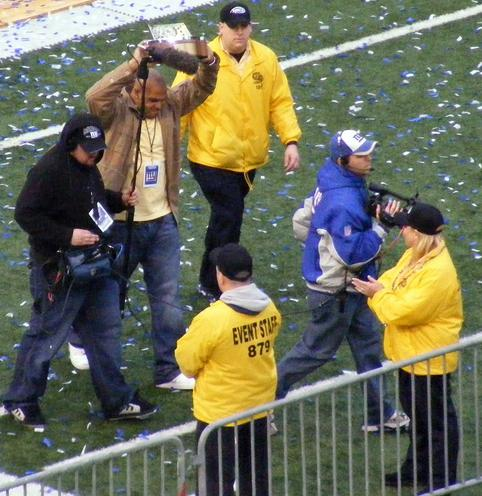
Antonio Pierce de los New York Giants sosteniendo el Trofeo Halas.

Un pionero tanto dentro como fuera del campo de juego, Halas convirtió a los Bears en el primer equipo en tener sesiones de prácticas diarias, en analizar películas de sus oponentes para encontrar debilidades y maneras de atacar, en colocar entrenadores asistentes en los palcos de prensa durante los partidos, y en transmitir sus partidos por radio. También ofreció compartir los ingresos sustanciales de los derechos de televisión con equipos en ciudades pequeñas, firmemente creyendo que lo que era bueno para la liga, al final sería bueno para su equipo. Un firme disciplinario, Halas mantuvo un férreo control de su equipo y nunca toleró la desobediencia ni la insubordinación por parte de sus jugadores. También insistió en la integridad y honestidad absolutas en el manejo del juego, creyendo que un apretón de manos era suficiente para finalizar un negocio; pocos intermediarios eran necesarios.
El anaquel de la carrera de George Halas se llena de los siguientes datos: 
- 63 años como dueño.
- 40 años como entrenador.
- 324 victorias.
- 8 títulos de la NFL como dueño o entrenador.
- Fue miembro fundador del Salón de la Fama del Fútbol Americano Profesional en 1963.
- El Salón de la Fama está ubicado en la avenida George Halas Drive.
- El trofeo de campeonato de la NFC lleva su nombre.
- En 1963 y 1965 fue seleccionado por The Sporting News, AP y UPI como el Entrenador del año de la NFL.
- En 1997 se presentó un sello postal en los Estados Unidos como uno de los entrenadores legendarios del fútbol americano.
- Ha sido reconocido por ESPN como una de las diez personas más influyentes en los deportes en el Siglo XX, y uno de los más grandes entrenadores.
- Finalmente en 1993, el entrenador de los Miami Dolphins, Don Shula sobrepasó a Halas en victorias totales. Hasta la fecha, los uniformes de los Chicago Bears llevan las iniciales "GSH" en las mangas del lado izquierdo de sus uniformes en tributo a George Stanley Halas.